# Vanni Fucci

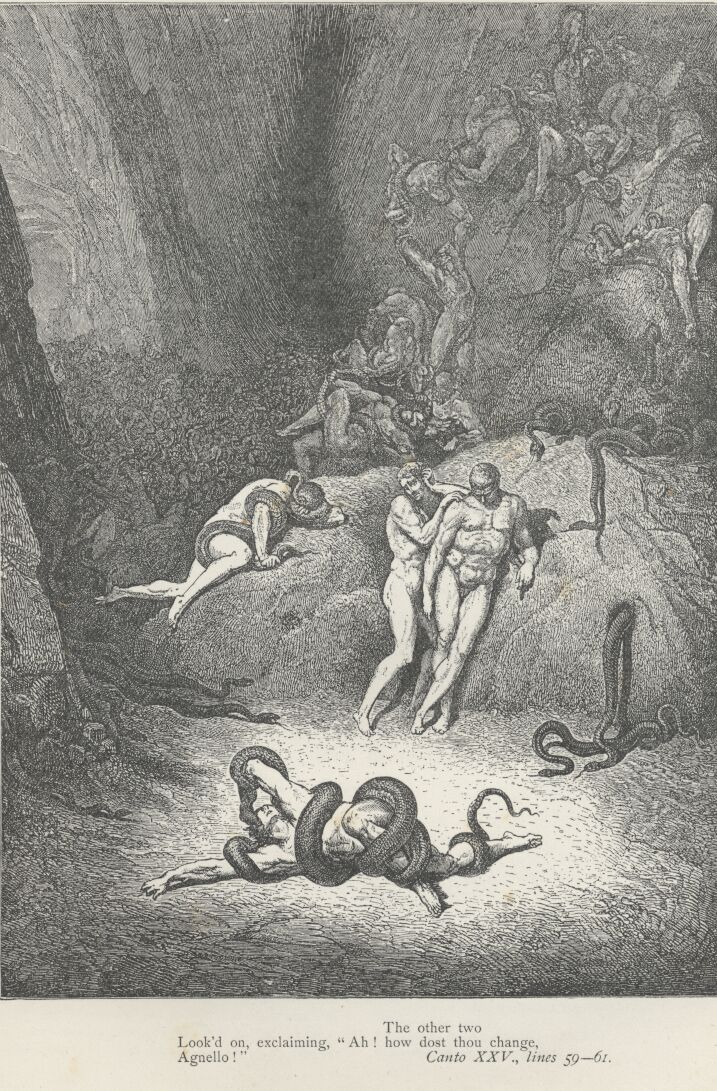
La fosa de los ladrones, ilustración de Gustave Doré.

Vanni Fucci (Pistoya, ... – post 1295) es un personaje histórico del siglo XIII, originario de Pistoya. Su fama se debe sobre todo porque es citado por Dante Alighieri en los cantos XXIV y XXV del Infierno.

## Personaje histórico
Hijo ilegítimo del noble Fuccio de' Lazzari, es en general indicado como un hombre de índole violenta y fácil para la pelea. Como güelfo negro tomó parte de las luchas internas en la ciudad a partir del 1288, distinguiéndose por los ataques que cometía hacia las familias adversas.
En el 1292 participó en la guerra contra Pisa en la toma de la Rocca de Caprona entre las filas florentinas y fue probablemente en aquella ocasión que Dante lo conoció, quedando particularmente tocado en sentido negativo por las atrocidades inútiles de las cuales era protagonista.
En el 1293 durante una noche de carnaval, entró en la Catedral de San Zenón con una banda de ladrones y depredó la Capilla de San Jacobo de objetos valiosos: tablas de plata, reliquias y ornamentos sagrados. Sobre este episodio, citado por Dante, la documentación es más bien pobre y a veces discordante. Aparentemente en un primer momento fue inculpado del sacrilegio el hijo de un amigo, quizás un tal Rampino Foresi (o Vergellesi), el cual ya había sido condenado a la horca cuando fue arrestado un cómplice de Fucci (quizás el notario Vanni della Monna) que reveló, antes de ser ahorcado, quienes eran los otros culpables. En tanto Vanni Fucci se había escondido en el campo y se dedicaba al bandidaje, aterrorizando al campo de Pistoya de la roca de Montecatini Alto.
En febrero de 1295 fue condenado en su ausencia por el comune de Pistoya como homicida y ladrón, pero esto no le impidió estar de nuevo en la ciudad en agosto para cumplir nuevos ataques contra los güelfos blancos. No se tienen más noticias de él y, tomando el pasaje dantesco, él ya debía estar muerto hacia el 1300, pero no se sabe si por causas naturales o violentas.

## Personaje literario
Muchos críticos concuerdan en indicar a Vanni Fucci como el personaje más oscuro y negativo de todo el Infierno dantesco, en el cual se exprime un fuerte relieve dramático. El poeta lo encuentra en la fosa (bolgia) de los ladrones, como condenado que es mordido por serpientes que emergen de la fosa y transformándose así en cenizas, renaciendo inmediatamente, como el Fénix. A los dos peregrinos poetas (Dante y Virgilio) se las presenta así:

Yo lloví desde Toscana,

poco tiempo ha, en esta garganta fiera.

Vida bestial me plugo, que no humana,

como es del mulo que yo fui; soy Vanni Fucci,

bestia, y Pistoya fue mi digna madriguera.
Infierno, Canto XXIV, vv. 122-126

En estas pocas palabras dice que murió hace poco e inicia, con placer y sin un poco de arrepentimiento, a contar su mala vida, usando la palabra "bestia" e imágenes de ellas 5 veces en solo 3 versos (bestia, bestial, no humana, mulo, madriguera). Se piensa de hecho que Bestia fuese su sobrenombre. Dante cita también la loca bestialidad como uno de los pilares del pecado, que viene generalmente relacionado con la violencia.
Pero en el sistema de las penas y pecados de Dante, tomado de la Ética Nicomaquea de Aristóteles, ellos tienen un preciso orden jerárquico de gravedad y la violencia hacia el prójimo, por cuanto inútil y brutal, es menos grave de los pecados de malicia, es decir de fraude, donde el intelecto humano, el más grande don divino, es usado con fines malos, para infligir daño en los otros. Vanni sabe que se jactó de pecados después de todo menores callando sobre el más vergonzoso, el robo: después de todo sus acciones de robo y homicidios eran tristemente famosos en Toscana. Pero Dante después de haber escuchado, quizás con disgusto, su historia incita entonces a Virgilio para que Vanni no se escape porque no dijo cual es la culpa que lo condena a esta fosa, bien más infame que la de los violentos.
Entonces el condenado, con un gran realismo psicológico, se gira directamente hacia Dante, salteándose a Virgilio, y lo fija levantando los ojos, mientras sobre su cara se dibuja la vergüenza. Dice de hecho que fue golpeado en el punto que más le duele, es decir el encontrarse en esta miseria presente, hecho bien más doloroso del mismo morir. En este punto Vanni debe confesar, dado que la pregunta la hizo un protegido por la Divina Providencia, y su admisión es completa y degradante: "Yo fui / ladrón (la culpa es citada sin términos medios, en la manera más directa), agravado por el sacrilegio del robo de los ornamentos de la sacristía, por el cual fue erróneamente acusado otro". En su desesperación rabiosa Vanni se arrepiente quizás de la precedente confesión, donde se había presentado con el nombre completo. El choque personal Vanni-Dante es enfatizado por la insistencia del "tu" que el ladrón le dirige a Dante, bajo un fondo de choque político, siendo que los dos pertenecían a facciones opuestas (güelfo negro Vanni, blanco Dante).
Pero después de la humillación del condenado él desea a su vez lastimar a Dante, para que de tal vista no pueda él gozar, diciéndole con mezquina solemnidad: "Abre los ojos a mi anuncio, y escucha". Sigue la profecía, no sin referencias oscuras y complejas, de la derrota de los güelfos blancos donde "cada Blanco será muerto". Y con el famoso cierre del canto: "Esto te lo he dicho para que te duela".
En el canto sucesivo Vanni Fucci con las dos manos hacia el cielo hace un gesto vulgar y dice "¡Para ti, Dios, que a ti las mando!", antes que dos serpientes le aten manos y cuello y lo hagan girar a tierra como castigo de su blasfemia y de su soberbia.
Dante queda tan disgustado que hará un invectiva contra Pistoya, ciudad digna, según él, de tales ciudadanos.